# SR X
SR X var en av Sveriges Radios kanaler och sände via DAB-radio och via Internet 2002–2006. Till en början sände bara kanalen på dagtid under vardagarna, men sände senare dygnet runt.  Kanalen sände pop- och rockmusik från 1960-talet och framåt. 

## Historik
Sveriges Radio gjorde under hösten provsändningar av fem nischade radiokanaler, varav en var SR M med pop- och rockinriktning som sände under vecka 49. I mars 2002 beslutade Sveriges Radio att gå vidare och inleda försökssändningar av tre kanaler, inklusive SR M (de andra två var SR C och SR K). I oktober 2002 meddelades att kanalen skulle heta SR X.
Kanalen hade premiär den 4 november 2002 och sände inledningsvis mellan 12:00 och 18:00 från en nybyggd studio i Göteborg. Programledare vid starten var Anna Mannheimer, Tomas Tengby, Stefan Livh, Patrik Paulsson, Klara Zimmergren och Elisabeth Rehnström.
Den 22 september 2003 utökades sändningstiden och kanalen började sända dygnet runt i samband med att man även började sända i DAB.
Med start den 4 januari 2003 började SR X sända två timmar på sena lördagskvällar i SR P4. Dessa samsändningar i P4 fortsatte så länge SR X fanns till. Från den 19 april 2004 började SR X även sändas på kvällstid i P5 i Stockholmsområdet, där SR X ersatte den tidigare samsändningen med P4:s riksprogram.
Kanalen lades ner nyårsafton 2006.